# Distretto di Pueblo Libre (Lima)
Il distretto di Pueblo Libre (spagnolo: Distrito de Pueblo Libre) è un distretto del Perù che appartiene geograficamente e politicamente alla provincia e dipartimento di Lima. Si tratta di un quartiere residenziale, tuttavia, è sede di banche e grandi aziende private. Ha un indice di sviluppo umano HDI di 0,7667 nel 2007, un livello elevato, la stessa che è aumentata negli ultimi anni. La copertura d'istruzione è del 98% e la copertura del servizio raggiunge il 99,7%.